# Georg August Zenker
Georg August Zenker (Leipzig, 11 de junio de 1855 - Bipindi, 6 de febrero de 1922) fue un taxónomo, zoólogo, botánico, y horticultor alemán, llegando a jefe de la Estación científica Yaundé, en la Colonia centroaafricana de Camerún, haciéndose de un renombre a través de sus muchos años de servicio.

## Biografía
Era hijo de Julius Theodor Zenker y Augusta de Rehbinder. Su padre trabajó como orientalista, y tenía ancestros turco-árabe-persa. Su madre era traductora del ruso al alemán. Georg comenzó después de sus estudios en la Escuela de St. Nikolas, y luego fue aprendiz de horticultura en el Jardín Botánico de Leipzig.
De 1875 a 1878 hizo el servicio militar en Chemnitz. Luego se fue a Nápoles, donde trabajó en el Jardín Botánico. Accedió a Jefe de jardinería, y se casó en Nápoles (su primera esposa Serafina Mack murió un año después).

## Inicio de exploraciones en África
A fines de 1886, acompañó al explorador italiano Giaccomo Bove, en una expedición a la parte baja del Congo. Bove murió en 1887, de regreso a Europa. Zenker permaneció en Gabón, donde trabajando para la empresa Woermann en la granja Sibange, Libreville. Un poco más tarde trabajó para la empresa de Hamburgo Reiche Jr. e inició una plantación experimental de plantas medicinales, en Bokumbe, en el río Ntem.
Cuando la empresa renunció a la plantación en 1889, el dueño de la compañía lo hizo jefe de la expedición de investigación, al interior de Camerún, con el primer tte. Richard Kund. Kund era responsable ante el Ministerio de Asuntos Exteriores, en Berlín, junto a Hans Beck Tappen desde 1887 y en febrero de 1889, abre la Estación de investigación Jeundo (hoy Yaundé). Para cumplir con el carácter científico de la expedición y para compensar los fracasos de los dos participantes en cursos anteriores Weissenborn y Brown, Zenker fue propuesto como director jardinero en la nueva estación. El Ministerio de Asuntos Exteriores estuvo de acuerdo con la propuesta, sin perjuicio de que "... la moralidad de Zenker, en términos de algunas travesuras juveniles correctamente ...". La expedición estaba pasando por una fase crítica, ya que el diputado Tappenbeck, en julio de 1889, murió en Duala. Para reemplazarlo, recibió la orden de asumir. Cuando llegó a Kribi, Kund acababa de sufrir un derrame cerebral, por lo que aún no se hizo cargo de la dirección de la expedición.

## Trabajo científico
Realizó una serie de conferencias en el campo de la botánica y la zoología, a pesar de la falta de estudios científicos. Envió más de 5.000 muestras de plantas a Alemania. Sus principales corresponsales para sus objetos fueron el Museo de Historia Natural de Berlín, el Centro botánico de las colonias alemanas y el Museo Etnológico. Puesto que él era también pintor y dibujante, añadió a sus exposiciones, a menudo con coloreados bocetos.
Zenker se convirtió en foco de solicitudes de exhibición. Bien documentado es su colaboración con Paul Matschie del Museo Zoológico de Berlín, también le trajo mejores ingresos.

## Algunas publicaciones
- hermann Harms. 1897. Die Nomenclaturbewegung der letzten Jahre. Ed. W. Engelmann, 	32 pp.
- -------------------. 1928. Bromeliaceae novae. 11 pp.
- -------------------. 2001.  9783931185336
- k.w. Dalla Torre, hermann Harms. Genera siphonogamarum ad systema Englerianum conscripta. Leipzig: G. Engelmann, 1900-1907, 921 pp.
- c.a. Cogniaux, hermann Harms. Cucurbitaceae-Cucurbiteae-Cucumerinae. Leipzig: Engelmann, 1924 (Nachdruck Weinheim 1966)

## Eponimia
Especies
- Nymphaea zenkeri
- Hamilcoa zenkeri
- Idiurus zenkeri
- Scotonycteris zenkeri
- Stereospermum zenkeri
- Epiplatys zenkeri
- Typhlops zenkeri
- Combretum zenkeri
- Indigofera zenkeri
- Brachystegia zenkeri
- Impatiens zenkeri
- Limarus zenkeri
- Aptandra zenkeri
- Melignomon zenkeri
- Agapornis swindernianus zenkeri
- Peucedanum zenkeri
- Agrostis zenkeri
- Penianthus zenkeri
- Smithornis sharpei zenkeri
- Allophylus zenkeri
- Manilkara zenkeri
- Albuca zenkeri
- Pterocarpus zenkeri
- Diogoa zenkeri
- Commelina zenkeri
- Anthene zenkeri
- Cymothoe zenkeri
- Uvariastrum zenkeri
- Isolona zenkeri
- Cyathea camerooniana var. zenkeri
- Hypodaphnis zenkeri
- Tauraco persa zenkeri